# 陸自巖
陸自巖（？—？），字魯瞻，號友洙，南直隸常州府武進縣人，明朝政治人物。

## 生平
崇禎九年（1636年）丙子科應天鄉試第八十名舉人，十年（1637年）丁丑科二甲第五名進士。户部觀政，本年六月授戶部雲南司主事，十一年管芜湖鈔關，十二年升戶部廣西司員外郎，十三年（1640年）出為湖州府知府，該年饑荒，一鍾米值萬錢，民眾開始哄搶食品，行將大亂。陸自巖杖殺頭目，曉諭解散黨徒，設粥廠救濟貧民。當時兌漕令已下達，但民間缺乏穀物。依照慣例，地方府縣若有天災損害，一律請御史、布政使上疏陳報。陸自巖認為，輾轉請報於朝廷勢必緩不濟急，就破例自行草擬奏疏，請糶秈應兌，民眾受其利。十五年加副使銜，十六年（1643年）正月升浙江按察司粮储道副使，丁母憂，歸鄉不久即卒。

## 家族
曾祖陸問政；祖父陸成德；父陸廉。弟陸自嶽。女婿劉元赳，劉憲章第四子。

## 師友
師從黃道周。

## 引用
1. ↑  《崇祯十年丁丑科进士三代履历》：陆自岩，曾祖闻政，庠生；祖成德，庠生；父廉，庠生，封归善知县。友洙，诗一房，壬子五月二十三日生，武进人，丙子八十四名，会二名，二甲五名，户部观政，本年六月授户部云南司主事，戊寅管芜湖钞关，己卯升广西司员外，庚辰升湖州知府，壬午加副使，癸未会举卓异，本年升粮储道，甲申丁憂。
2. ↑  鎖綠山人《明亡述略》卷二：「明年三月，將受刑。時有求書者未與，命僕取筆墨，展紙為楷書，幅長作大字，終之而死。門人陸自巖匿其首，並全體殮之，子霓以柩歸。」